# Knockin' on Heaven's Door (Guns N' Roses)
Knockin' on Heaven's Door è un singolo del gruppo musicale statunitense Guns N' Roses, pubblicato l'11 maggio 1992 come secondo estratto dal quarto album in studio Use Your Illusion II.

## Descrizione
Si tratta di una reinterpretazione in chiave hard rock dell'omonimo brano portato al successo nel 1973 dal cantautore statunitense Bob Dylan. Già dal 1987 il gruppo proponeva la propria versione nei propri concerti, incidendone una versione in studio per il film Giorni di tuono.
Al momento della sua pubblicazione, il singolo raggiunse la seconda posizione nella classifica britannica dei singoli.

## Tracce
Testi e musiche di Bob Dylan.
1. Knockin' on Heaven's Door (LP Version) – 5:30
2. Knockin' on Heaven's Door (Live) – 7:20

## Formazione
Gruppo
- W. Axl Rose – voce
- Slash – chitarra solista
- Izzy Stradlin – chitarra ritmica
- Duff McKagan – basso
- Dizzy Reed – tastiera
- Matt Sorum – batteria

Altri musicisti
- The Waters – cori

## Classifiche

### Classifiche settimanali
| Classifica (1992) | Posizione massima |
| ----------------- | ----------------- |
| Australia         | 12                |
| Austria           | 3                 |
| Belgio (Fiandre)  | 1                 |
| Finlandia         | 7                 |
| Francia           | 7                 |
| Germania          | 5                 |
| Irlanda           | 1                 |
| Italia            | 8                 |
| Norvegia          | 6                 |
| Nuova Zelanda     | 2                 |
| Paesi Bassi       | 1                 |
| Regno Unito       | 2                 |
| Svezia            | 10                |
| Svizzera          | 5                 |

### Classifiche di fine anno
| Classifica (1992) | Posizione |
| ----------------- | --------- |
| Australia         | 35        |
| Austria           | 9         |
| Belgio (Fiandre)  | 5         |
| Germania          | 9         |
| Italia            | 47        |
| Nuova Zelanda     | 20        |
| Paesi Bassi       | 1         |
| Svizzera          | 8         |